# ヴィンフン県
ヴィンフン県（ヴィンフンけん、ベトナム語：Huyện Vĩnh Hưng / 縣永興?）は、ベトナム社会主義共和国ロンアン省の県。面積は382.38 km²、人口は70,910人（2018年）である。

## 行政区画
1市鎮9社から構成される。